# Château de Verneuil (Bourgogne)
Le château de Verneuil est situé sur la commune de Charnay-lès-Mâcon en Saône-et-Loire, en terrain plat, à l'est du hameau du même nom.

## Description
Le château consistait en un quadrilatère défendu par un pont-levis et précédé d'une basse-cour. Le morcellement de 1894 n'a laissé subsister que le corps de logis principal, flanqué à ses extrémités de deux tours circulaires percées de meurtrières, et l'aile sud des communs auprès de laquelle se trouve une petite chapelle du XVIIIe siècle. Le logis, de plan rectangulaire allongé, comprend un rez-de-chaussée, un étage et un comble à surcroît sous un toit à croupes très bas couvert de tuiles creuses. Un grand fronton triangulaire, élevé au XVIIIe siècle, couronne les cinq travées centrales de chacune des façades.
Toutes les pièces du rez-de-chaussée sont couvertes de voûtes d'arêtes, en particulier celle dite salle des gardes, dont les doubleaux retombent sur des colonnes et qui est tout entière peinte de motifs décoratifs exécutés vers 1896 par le baron Lombard de Buffières. Une galerie, aménagée peut-être dès le XVIIe siècle par Philippe Garnier et remaniée au XVIIIe siècle, à laquelle on accédait par un escalier en fer à cheval, s'appuyait contre la façade occidentale; elle fut abattue en 1894.
Le château, propriété privée, ne se visite pas.

## Historique
- depuis le XIe siècle : plusieurs familles, dont on ne peut dégager les liens et l'histoire, portent le nom de Verneuil; parmi leurs membres, citons un châtelain de Mâcon, fidèle serviteur du roi Charles V, et un capitaine-châtelain de la ville
- début du XVe siècle : extinction des Verneuil
- 1440 : Antoine de Vergisson leur succède
- à partir de 1480 : la famille Cheminant possède la seigneurie
- à partir de 1626 : la famille Garnier lui succède
- 1712 : Claude Bernard de Châtenay, propriétaire des lieux, est connu pour son érudition
- jusqu'en 1804 : au précédent, succèdent son gendre, François-Laurent d'Ozenay, puis le fils de ce dernier
- XIXe siècle : le domaine est vendu à diverses reprises
- 1894 : la propriété est morcelée
- à partir de 1895 : des restaurations sont entreprises; les Lombard de Buffières sont propriétaires

### Armoiries
- Chastenay : D'argent au coq de sinople, crêté, becqué, barbé, armé et couronné de gueules, ayant la patte droite levée